# الزومبي الفلسفي
الزومبي الفلسفي هو كائن في تجربة فكرية في فلسفة العقل وهو مطابق جسديًا لشخص عادي ولكن ليس لديه خبرة واعية.